# Alberto Mario González
Alberto Mario González (Buenos Aires, 1941. augusztus 21. – Buenos Aires, 2023. február 26.) argentin válogatott labdarúgó.
Az argentin válogatott tagjaként részt vett az 1962-es és az 1966-os világbajnokságon, illetve az 1963-as és az 1967-es Dél-amerikai bajnokságon.

## Sikerei, díjai
Boca Juniors
- Argentin bajnok (3): 1962, 1964, 1965

Argentína
- Dél-amerikai ezüstérmes (1): 1967